# Ieyoshi Tokugawa
Ieyoshi Tokugawa (jap. 徳川 家慶 Tokugawa Ieyoshi; ur. 22 czerwca 1793, zm. 27 lipca 1853) – dwunasty siogun z rodu Tokugawa. Rządził od 1837 do 1853. Drugi syn Ienariego Tokugawy.